# Franco (moneda)
El franco es una moneda. Se cree que el nombre deriva de la inscripción en latín francorum rex ("rey de los francos") en la primera moneda francesa, o del francés franc, que significa "libre".
Fue el nombre de las antiguas monedas de  Francia y Bélgica, países donde perdió su validez legal el 1 de enero del año 2002 con la entrada en vigor de la moneda única europea (euro). El franco suizo es la moneda en vigor en Suiza. El franco CFA es la moneda en vigor en antiguas colonias francesas en África y el franco CFP es la moneda de las colectividades de ultramar de la República Francesa en el Océano Pacífico, estas últimas emitidas por el Instituto de Emisión de Ultramar.

## Monedas activas
- Franco CFA de África Occidental
- Franco CFA de África  Central
- Franco CFP
- Franco comorano
- Franco congoleño
- Franco de Burundi
- Franco de Polinesia Francesa
- Franco guineano
- Franco ruandés
- Franco suizo
- Franco yibutiano

## Monedas inactivas
- Franco argelino
- Franco belga
- Franco camboyano
- Franco de Appenzell
- Franco de Argovia
- Franco de Basilea
- Franco de Berna
- Franco de Friburgo
- Franco de Ginebra
- Franco de Glaris
- Franco de Grisones
- Franco de Katanga
- Franco de Korçë
- Franco de los Urales
- Franco de Lucca
- Franco de Lucerna
- Franco de ocupación estadounidense
- Franco de Ruanda-Urundi
- Franco de Saint Pierre y Miquelon
- Franco de San Galo
- Franco de Schaffhausen
- Franco de Schwyz
- Franco de Soleura
- Franco de Somalilandia Francesa
- Franco de Ticino
- Franco de Turgovia
- Franco de Unterwalden
- Franco de Uri
- Franco de Vaud
- Franco de Vlorë
- Franco de Westfalia
- Franco de Zúrich
- Franco del África Ecuatorial Francesa
- Franco del África Occidental Francesa
- Franco del Sarre
- Franco del Territorio francés de los Afars y de los Issas
- Franco dominicano
- Franco francés
- Franco francocamerunés
- Franco francoguayanés
- Franco guadalupense
- Franco liechtensteiniano
- Franco luxemburgués
- Franco malgache
- Franco maliense
- Franco marroquí
- Franco martinicano
- Franco monegasco
- Franco neocaledonio
- Franco neohebridense
- Franco reunionés
- Franco togolés
- Franco tunecino

## Galería de imágenes
|                         |
| 1 franco francés (1960) |

|                              |
| 1 franco luxemburgués (1981) |

|                       |
| 1 franco suizo (1980) |

|                                    |
| 1 franco monegasco (anverso, 1978) |

|                                    |
| 1 franco monegasco (reverso, 1978) |